# William Henry Bouverie
William Henry Bouverie (1752-1806) est un homme politique britannique qui siège à la Chambre des communes de 1776 à 1802.

## Biographie
Bouverie est le deuxième fils de William Bouverie (1er comte de Radnor) et de sa seconde épouse Rebecca Alleyne, fille de Jean Alleyne, et est né le 30 octobre 1752. Il fait ses études à Harrow School en 1765 et est immatriculé à l'University College, à Oxford, le 19 mars 1771. Il obtient un baccalauréat en 1773 et une maîtrise en 1776. Il épouse Bridget Douglas, fille de James Douglas le 16 août 1777.
En janvier 1776, le père de Bouverie meurt et son demi-frère est élevé à la pairie, laissant une circonscription à Salisbury. Bouverie est élu député pour Salisbury lors de l'élection partielle du 19 février 1776. Il est réélu sans opposition aux élections générales britanniques de 1780. La Chronique anglaise écrit de lui en 1781, « Il est très constant dans ses fonctions parlementaires, et constamment vote avec l'Opposition. Il n'a jamais tenté d'afficher ses capacités en tant qu'orateur dans la Maison ... Il possède un domaine de près de deux mille livres par an, et avec cette fortune prend en charge son rang avec une grande générosité et beaucoup de respect. » Il est membre du « groupe de la taverne Saint-Alban » qui essaie de rassembler Fox et Pitt. Il est réélu sans opposition en 1784. Son premier discours est enregistré le 22 juillet 1784, huit ans après son entrée au Parlement. Il s'exprime ensuite à plusieurs reprises pendant la crise de la Régence.

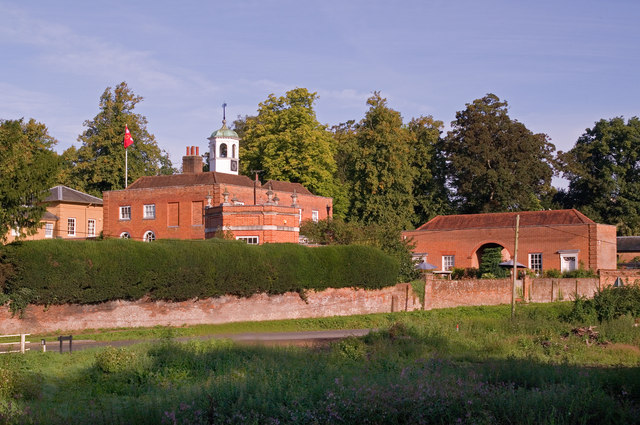
Betchworth Maison

Une lointaine cousine Elizabeth Bouverie lui cède le manoir de Betchworth dans les années 1780. Il est réélu sans opposition à Salisbury à nouveau en 1790 et 1796. En 1797, il est l'un des majors de la milice du Wiltshire. Son état de santé se détériore et il prend sa retraite du Parlement aux élections générales britanniques de 1802 en faveur de son neveu William Pleydell-Bouverie (3e comte de Radnor). Il reçoit des remerciements de Salisbury pour « sa conduite judicieuse et droite » pendant 26 ans dans la Maison.
Bouverie est le major commandant du régiment territorial de Betchworth en 1803 et 1804. Il est décédé le 23 août 1806. Sa notice nécrologique dans le Gentleman's Magazine (1806, p. 877) rend hommage à l'« élégance polie de ses manières », a mentionné son intérêt pour la littérature et la médecine, et a ajouté qu'« il y avait peu de sujets sur lesquels il n'était pas intimement bien informé. » Il a laissé des terres à Betchworth et à Londres, ainsi que des actions dans le théâtre de Drury Lane et le Royal Opera House. Son fils Charles Henry Bouverie a également été membre du Parlement. Sa fille Rebecca a épousé William à Court.